# Cadre-71/2-Weltmeisterschaft 1932

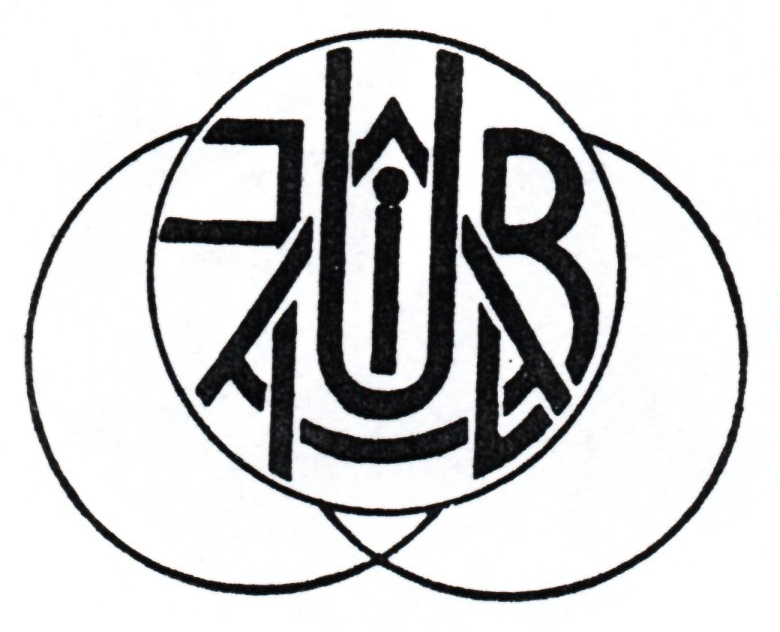
Logo UIFAB (ausrichtender Verband)

Veranstaltungsort: Lille

Die Cadre-71/2-Weltmeisterschaft 1932 war die dritte Cadre 71/2 Weltmeisterschaft. Das Turnier fand vom 3. bis zum 7. Mai 1932 in Lille statt. Es war die dritte Cadre-71/2-Weltmeisterschaft in Frankreich.

## Geschichte
Der erstmals an einer Cadre 71/2 Weltmeisterschaft teilnehmende Belgier Gustave van Belle sicherte sich mit allen Turnierbestleistungen, wobei der beste Einzeldurchschnitt (BED) von 25,00 und die Höchstserie (HS) von 112 neue Weltrekorde waren, überlegen den Titel. Durch den zweiten und dritten Platz von Gustave de Doncker und Victor Besseleers wurde es ein totaler belgischer Erfolg. Der deutsche Teilnehmer Otto Unshelm musste sich am Schluss mit dem achten Platz zufriedengeben.

## Turniermodus
Es wurde in der Ausscheidungsrunde und in der Finalrunde im Round Robin System bis 300 Punkte gespielt. Die besten vier jeder Gruppe qualifizierten sich für die Endrunde. Die Punkte gegen die ausgeschiedenen Teilnehmer wurden nicht in die Endrunde übernommen. Bei MP-Gleichstand wird in folgender Reihenfolge gewertet:
1. MP = Matchpunkte
2. GD = Generaldurchschnitt
3. HS = Höchstserie

## Ausscheidungsgruppen

### Gruppe A
| MP    | Match Points (Sieger = 2; Unentschieden = 1; Verlierer = 0) |
| Pkte. | Erzielte Karambolagen                                       |
| Aufn. | Benötigte Versuche                                          |
| GD    | Generaldurchschnitt                                         |
| BED   | Bester Einzeldurchschnitt eines Spielers                    |
| HS    | Höchstserie                                                 |
|       | Bester GD des Turniers                                      |
|       | Bester ED des Turniers                                      |
|       | Beste HS des Turniers                                       |
|       | 1. Platz (Gold)                                             |
|       | 2. Platz (Silber)                                           |
|       | 3. Platz (Bronze)                                           |

| Platz                     | Name              | MP  | Pkte. | Aufn. | GD    | BED   | HS  |
| ------------------------- | ----------------- | --- | ----- | ----- | ----- | ----- | --- |
| 1                         | Gustave van Belle | 8:0 | 1200  | 95    | 12,63 | 25,00 | 112 |
| 2                         | Gaston de Doncker | 6:2 | 1151  | 122   | 9,43  | 12,00 | 77  |
| 3                         | Victor Besseleers | 4:4 | 969   | 125   | 7,75  | 12,00 | 50  |
| 4                         | Otto Unshelm      | 2:6 | 653   | 107   | 6,14  | 7,14  | 53  |
| 5                         | Louis Sevilla     | 0:8 | 686   | 130   | 5,27  | –     | 34  |
| Gruppendurchschnitt: 8,05 |                   |     |       |       |       |       |     |

### Gruppe B
| Platz                     | Name             | MP  | Pkte. | Aufn. | GD   | BED   | HS |
| ------------------------- | ---------------- | --- | ----- | ----- | ---- | ----- | -- |
| 1                         | Jean de Gasparin | 6:2 | 1194  | 120   | 9,95 | 13,04 | 62 |
| 2                         | Jan Sweering     | 6:2 | 1156  | 140   | 8,25 | 8,57  | 52 |
| 3                         | Jacques Davin    | 4:4 | 1150  | 131   | 8,77 | 12,00 | 89 |
| 4                         | Alfredo Ferraz   | 4:4 | 1038  | 138   | 7,88 | 9,67  | 78 |
| 5                         | Jákab Pap        | 0:8 | 861   | 140   | 6,15 | –     | 48 |
| Gruppendurchschnitt: 8,14 |                  |     |       |       |      |       |    |

## Abschlusstabelle
| Platz                                            | Name              | MP   | Pkte. | Aufn. | GD    | BED   | HS  |
| ------------------------------------------------ | ----------------- | ---- | ----- | ----- | ----- | ----- | --- |
| 1                                                | Gustave van Belle | 14:0 | 2100  | 163   | 12,88 | 25,00 | 112 |
| 2                                                | Gaston de Doncker | 10:4 | 1826  | 190   | 9,61  | 13,04 | 78  |
| 3                                                | Victor Besseleers | 8:6  | 1750  | 204   | 8,57  | 12,50 | 85  |
| 4                                                | Jacques Davin     | 6:8  | 2015  | 202   | 9,97  | 23,07 | 104 |
| 5                                                | Jean de Gasparin  | 6:6  | 2016  | 210   | 9,60  | 13,04 | 91  |
| 6                                                | Alfredo Ferraz    | 6:8  | 1806  | 197   | 9,16  | 9,67  | 78  |
| 7                                                | Jan Sweering      | 4:10 | 1720  | 203   | 8,47  | 8,57  | 46  |
| 8                                                | Otto Unshelm      | 2:12 | 1255  | 193   | 6,50  | 10,34 | 58  |
| 9                                                | Jákab Pap         | 0:8  | 861   | 140   | 6,15  | –     | 48  |
| 10                                               | Louis Sevilla     | 0:8  | 686   | 130   | 5,27  | –     | 34  |
| Turnierdurchschnitt: Gesamt: 8,75 Endrunde: 9,27 |                   |      |       |       |       |       |     |